# Лаговське
Ла́говське (рос. Лаговское) — присілок у складі Подольського міського округу Московської області, Росія.

## Населення
Населення — 138 осіб (2010; 143 у 2002).
Національний склад (станом на 2002 рік):
- росіяни — 99 %